# Liste der Naturdenkmale im Amt Friedland
Die Liste der Naturdenkmale in Amt Friedland nennt die Naturdenkmale im Amt Friedland im Landkreis Mecklenburgische Seenplatte in Mecklenburg-Vorpommern.

## Datzetal
| Bild | Nr.        | Bezeichnung | Standort                                           | Beschreibung | Schutzzweck | Verordnung |
| ---- | ---------- | ----------- | -------------------------------------------------- | ------------ | ----------- | ---------- |
| BW   | 2346/107-0 | Eiche       | Pleetz Gutspark (53° 39′ 31,9″ N, 13° 28′ 58,8″ O) | [ 1 ]        |             |            |
| BW   | 2346/109-0 | Eiche       | Pleetz Gutspark (53° 39′ 28,8″ N, 13° 28′ 56″ O)   | [ 2 ]        |             |            |

## Friedland
| Bild | Nr.        | Bezeichnung | Standort                                          | Beschreibung | Schutzzweck | Verordnung |
| ---- | ---------- | ----------- | ------------------------------------------------- | ------------ | ----------- | ---------- |
| BW   | 2347/195-0 | Eiche       | Jatzke Gutspark (53° 36′ 5,6″ N, 13° 32′ 8,5″ O)  | [ 3 ]        |             |            |
| BW   | 2347/196-0 | Sommerlinde | Jatzke Gutspark (53° 36′ 5,6″ N, 13° 32′ 10,7″ O) | [ 4 ]        |             |            |

## Galenbeck
| Bild                          | Nr.        | Bezeichnung         | Standort                                             | Beschreibung                                                                 | Schutzzweck | Verordnung |
| ----------------------------- | ---------- | ------------------- | ---------------------------------------------------- | ---------------------------------------------------------------------------- | ----------- | ---------- |
| mehr Fotos \| Fotos hochladen | 2348/040-0 | Tanzlinde Galenbeck | Galenbeck Gutspark (53° 37′ 15,6″ N, 13° 42′ 8,4″ O) | Gepflanzt 1788. Einzige erhaltene zweistöckige Tanzlinde in Norddeutschland. |             |            |